# جيمس بينيت (صحفي)
جيمس بينيت (بالإنجليزية: James Bennet)‏ هو صحفي أمريكي، ولد في 28 مارس 1966 في بوسطن في الولايات المتحدة.

## وصلات خارجية
- جيمس بينيت على موقع إن إن دي بي (الإنجليزية)